# Wereldbeker rodelen 2021/2022
De wereldbeker rodelen (op kunstijsbanen) in het seizoen 2021/2022 (officieel: Eberspächer Luge World Cup 2021/2022) begon op 20 november 2021 en eindigde op 23 januari 2022. De competitie werd georganiseerd door de FIL.
De competitie omvatte dit seizoen negen wedstrijden met de drie traditionele onderdelen bij het rodelen. Bij de mannen individueel en dubbel en bij de vrouwen individueel. Bij vijf wedstrijden werd er een landenwedstrijd georganiseerd waarover eveneens een wereldbekerklassement wordt opgemaakt. 
De titels gingen dit seizoen naar de Duitser Johannes Ludwig (individueel), het Duitse duo Toni Eggert en Sascha Benecken (dubbel) bij de mannen, de Duitse Julia Taubitz (individueel) bij de vrouwen en Duitsland in het landenklassement.

## Wereldbekerpunten
In elke wereldbekerwedstrijd zijn afhankelijk van de behaalde plaats een vast aantal punten te verdienen. De rodelaar met de meeste punten aan het eind van het seizoen wint de wereldbeker. De top 24 bij de solisten en de top 20 bij de dubbel na de eerste run gaan verder naar de tweede run, de overige deelnemers krijgen hun punten toegekend op basis van hun klassering na de eerste run. De onderstaande tabel geeft de punten per plaats weer.
| Plaats | 1   | 2  | 3  | 4  | 5  | 6  | 7  | 8  | 9  | 10 | 11 | 12 | 13 | 14 | 15 | 16 | 17 | 18 | 19 | 20 | 21 | 22 | 23 | 24 | 25 | 26 | 27 | 28 | 29 | 30 | 31 | 32 | 33 | 34 | 35 | 36 | 37 | 38 | 39 | 40+ |
| Punten | 100 | 85 | 70 | 60 | 55 | 50 | 46 | 42 | 39 | 36 | 34 | 32 | 30 | 28 | 26 | 25 | 24 | 23 | 22 | 21 | 20 | 19 | 18 | 17 | 16 | 15 | 14 | 13 | 12 | 11 | 10 | 9  | 8  | 7  | 6  | 5  | 4  | 3  | 2  | 1   |

## Mannen individueel

### Uitslagen
| Datum                                                                                                  | Plaats       | Opmerking     | Eerste              | Tweede            | Derde               |
| --- | ------------ | ------------- | ------------------- | ----------------- | ------------------- |
| 21/11/2021                                                                                             | Yanqing      |               | Johannes Ludwig     | Felix Loch        | Max Langenhan       |
| 28/11/2021                                                                                             | Sotsji       |               | Johannes Ludwig     | Felix Loch        | Roman Repilov       |
| 05/12/2021                                                                                             | Sotsji       |               | Kristers Aparjods   | Johannes Ludwig   | Dominik Fischnaller |
| 05/12/2021                                                                                             | Sotsji       | Sprint        | Dominik Fischnaller | Roman Repilov     | Wolfgang Kindl      |
| 12/12/2021                                                                                             | Altenberg    |               | Wolfgang Kindl      | Niet uitgereikt   | Johannes Ludwig     |
| 12/12/2021                                                                                             | Altenberg    | Max Langenhan |                     | Niet uitgereikt   | Johannes Ludwig     |
| 19/12/2021                                                                                             | Igls         |               | Johannes Ludwig     | Wolfgang Kindl    | Dominik Fischnaller |
| 19/12/2021                                                                                             | Igls         | Sprint        | Wolfgang Kindl      | Jonas Müller      | Johannes Ludwig     |
| 02/01/2022                                                                                             | Winterberg   |               | Johannes Ludwig     | Nico Gleirscher   | Wolfgang Kindl      |
| 09/01/2022                                                                                             | Sigulda      |               | Kristers Aparjods   | Felix Loch        | Dominik Fischnaller |
| 09/01/2022                                                                                             | Sigulda      | Sprint        | Felix Loch          | Kristers Aparjods | Dominik Fischnaller |
| 16/01/2022                                                                                             | Oberhof      |               | Johannes Ludwig     | Max Langenhan     | Felix Loch          |
| 23/01/2022                                                                                             | Sankt Moritz |               | Wolfgang Kindl      | Kristers Aparjods | Nico Gleirscher     |
| 4 tot en met 19 februari 2022: Olympische Winterspelen 2022 in Peking (telt niet mee voor wereldbeker) |              |               |                     |                   |                     |

(*) De wereldbeker in Sankt Moritz is tevens het Europees kampioenschap.

### Eindstand
| #  | Naam                     | Land | Individueel | Sprint | Totaal |
| -- | ------------------------ | ---- | ----------- | ------ | ------ |
| 1  | Johannes Ludwig          | GER  | 719         | 152    | 871    |
| 2  | Wolfgang Kindl           | AUT  | 575         | 216    | 791    |
| 3  | Felix Loch               | GER  | 545         | 146    | 691    |
| 3  | Kristers Aparjods        | LAT  | 536         | 155    | 691    |
| 5  | Dominik Fischnaller      | ITA  | 439         | 202    | 641    |
| 6  | Roman Repilov            | RUS  | 440         | 167    | 607    |
| 7  | Max Langenhan            | GER  | 497         | 102    | 599    |
| 8  | Nico Gleirscher          | AUT  | 435         | 124    | 559    |
| 9  | Semjon Pavlitsjenko      | RUS  | 352         | 115    | 467    |
| 10 | Gints Bērziņš            | LAT  | 309         | 141    | 450    |
| 11 | Jonas Müller             | AUT  | 310         | 124    | 434    |
| 12 | Aleksandr Gorbatsjevitsj | RUS  | 285         | 128    | 413    |
| 13 | Kevin Fischnaller        | ITA  | 284         | 124    | 408    |
| 14 | David Gleirscher         | AUT  | 325         | 39     | 364    |
| 15 | Chris Eißler             | GER  | 253         | 50     | 303    |
| 16 | Leon Felderer            | ITA  | 242         | 42     | 284    |
| 17 | Reinhard Egger           | AUT  | 234         | 30     | 264    |
| 18 | Pavel Repilov            | RUS  | 178         | 62     | 240    |
| 19 | Artūrs Dārznieks         | LAT  | 215         | –      | 215    |
| 20 | Jonathan Gustafson       | USA  | 181         | 26     | 207    |
| 21 | Riks Rozītis             | LAT  | 180         | 26     | 206    |
| 22 | Christopher Mazdzer      | USA  | 168         | –      | 168    |
| 23 | Tucker West              | USA  | 161         | –      | 161    |
| 24 | Anton Dukatsch           | UKR  | 159         | –      | 159    |
| 25 | Jozef Ninis              | SVK  | 156         | –      | 156    |
| 26 | Reid Watts               | CAN  | 149         | –      | 149    |
| 27 | Matvej Perestoronin      | RUS  | 126         | –      | 126    |
| 28 | Andrij Mandsij           | UKR  | 123         | –      | 123    |
| 29 | Valentin Crețu           | ROU  | 111         | –      | 111    |
| 30 | Alexander Ferlazzo       | AUS  | 104         | –      | 104    |

## Mannen dubbel

### Uitslagen
| Datum                                                                                                  | Plaats       | Opmerking | Eerste                                  | Tweede                                       | Derde                                     |
| --- | ------------ | --------- | --------------------------------------- | -------------------------------------------- | ----------------------------------------- |
| 20/11/2021                                                                                             | Yanqing      |           | Duitsland Toni Eggert Sascha Benecken   | Oostenrijk Thomas Steu Lorenz Koller         | Letland Andris Šics Juris Šics            |
| 27/11/2021                                                                                             | Sotsji       |           | Letland Andris Šics Juris Šics          | Rusland Andrej Bogdanov Joeri Prochorov      | Duitsland Tobias Wendl Tobias Arlt        |
| 04/12/2021                                                                                             | Sotsji       |           | Rusland Andrej Bogdanov Joeri Prochorov | Duitsland Toni Eggert Sascha Benecken        | Letland Andris Šics Juris Šics            |
| 04/12/2021                                                                                             | Sotsji       | Sprint    | Letland Andris Šics Juris Šics          | Rusland Aleksandr Denisjev Vladislav Antonov | Duitsland Robin Geueke David Gamm         |
| 11/12/2021                                                                                             | Altenberg    |           | Oostenrijk Thomas Steu Lorenz Koller    | Duitsland Toni Eggert Sascha Benecken        | Letland Mārtiņš Bots Roberts Plūme        |
| 18/12/2021                                                                                             | Igls         |           | Oostenrijk Thomas Steu Lorenz Koller    | Letland Andris Šics Juris Šics               | Italië Emanuel Rieder Simon Kainzwaldner  |
| 18/12/2021                                                                                             | Igls         | Sprint    | Duitsland Toni Eggert Sascha Benecken   | Letland Andris Šics Juris Šics               | Oostenrijk Thomas Steu Lorenz Koller      |
| 01/01/2022                                                                                             | Winterberg   |           | Duitsland Tobias Wendl Tobias Arlt      | Oostenrijk Thomas Steu Lorenz Koller         | Oostenrijk Yannick Müller Armin Frauscher |
| 08/01/2022                                                                                             | Sigulda      |           | Duitsland Toni Eggert Sascha Benecken   | Letland Andris Šics Juris Šics               | Duitsland Tobias Wendl Tobias Arlt        |
| 08/01/2022                                                                                             | Sigulda      | Sprint    | Letland Andris Šics Juris Šics          | Duitsland Toni Eggert Sascha Benecken        | Duitsland Tobias Wendl Tobias Arlt        |
| 15/01/2022                                                                                             | Oberhof      |           | Duitsland Toni Eggert Sascha Benecken   | Duitsland Tobias Wendl Tobias Arlt           | Italië Emanuel Rieder Simon Kainzwaldner  |
| 22/01/2022                                                                                             | Sankt Moritz |           | Duitsland Toni Eggert Sascha Benecken   | Duitsland Tobias Wendl Tobias Arlt           | Letland Mārtiņš Bots Roberts Plūme        |
| 4 tot en met 19 februari 2022: Olympische Winterspelen 2022 in Peking (telt niet mee voor wereldbeker) |              |           |                                         |                                              |                                           |

(*) De wereldbeker in Sankt Moritz is tevens het Europees kampioenschap.

### Eindstand
| #  | Naam                                  | Land | Individueel | Sprint | Totaal |
| -- | ------------------------------------- | ---- | ----------- | ------ | ------ |
| 1  | Toni Eggert Sascha Benecken           | GER  | 676         | 231    | 907    |
| 2  | Andris Šics Juris Šics                | LAT  | 598         | 285    | 883    |
| 3  | Tobias Wendl Tobias Arlt              | GER  | 624         | 172    | 796    |
| 4  | Emanuel Rieder Simon Kainzwaldner     | ITA  | 463         | 141    | 604    |
| 5  | Andrej Bogdanov/ Joeri Prochorov      | RUS  | 453         | 150    | 603    |
| 6  | Thomas Steu Lorenz Koller             | AUT  | 480         | 070    | 550    |
| 7  | Aleksandr Denissjev Vladislav Antonov | RUS  | 377         | 151    | 528    |
| 8  | Mārtiņš Bots Roberts Plūme            | LAT  | 418         | 101    | 519    |
| 9  | Ludwig Rieder Patrick Rastner         | ITA  | 364         | 133    | 497    |
| 10 | Yannick Müller Armin Frauscher        | AUT  | 372         | 90     | 462    |
| 11 | Ivan Nagler Fabian Malleier           | ITA  | 306         | 96     | 402    |
| 12 | Tristan Walker Justin Snith           | CAN  | 276         | 90     | 366    |
| 13 | Robin Geueke David Gamm               | GER  | 244         | 98     | 342    |
| 14 | Wojciech Chmielewski Jakub Kowalewski | POL  | 275         | 58     | 333    |
| 15 | Juri Gatt Riccardo Schöpf             | AUT  | 246         | 39     | 285    |
| 16 | Christopher Mazdzer Jayson Terdiman   | USA  | 159         | 87     | 246    |
| 17 | Stanislav Maltsev Dmitri ChaliloV     | RUS  | 188         | 36     | 224    |
| 18 | Devin Wardrope Cole Zajanski          | CAN  | 187         | 34     | 221    |
| 19 | Park Jin-yong Cho Jung-myung          | KOR  | 185         | 30     | 215    |
| 20 | Marian Gîtlan Darius Lucian Şerban    | ROU  | 171         | 26     | 197    |
| 21 | Tomáš Vaverčák Matej Zmij             | SVK  | 191         | –      | 191    |
| 22 | Ihor Stachiw Andrij Lyssezkyj         | UKR  | 181         | –      | 181    |
| 22 | Ihor Hoj Rostyslaw Lewkowytsch        | UKR  | 181         | –      | 181    |
| 24 | Filip Vejdělek Zdeněk Pěkný           | CZE  | 177         | –      | 177    |
| 25 | Dana Kellog Duncan Segger             | USA  | 117         | 42     | 159    |

## Vrouwen individueel

### Uitslagen
| Datum                                                                                                  | Plaats       | Opmerking | Eerste               | Tweede               | Derde                |
| --- | ------------ | --------- | -------------------- | -------------------- | -------------------- |
| 20/11/2021                                                                                             | Yanqing      |           | Madeleine Egle       | Julia Taubitz        | Lisa Schulte         |
| 27/11/2021                                                                                             | Sotsji       |           | Anna Berreiter       | Kendija Aparjode     | Viktoria Demtsjenko  |
| 04/12/2021                                                                                             | Sotsji       |           | Julia Taubitz        | Natalie Geisenberger | Kendija Aparjode     |
| 04/12/2021                                                                                             | Sotsji       | Sprint    | Julia Taubitz        | Summer Britcher      | Dajana Eitberger     |
| 11/12/2021                                                                                             | Altenberg    |           | Madeleine Egle       | Julia Taubitz        | Anna Berreiter       |
| 18/12/2021                                                                                             | Igls         |           | Julia Taubitz        | Madeleine Egle       | Natalie Geisenberger |
| 18/12/2021                                                                                             | Igls         | Sprint    | Madeleine Egle       | Julia Taubitz        | Anna Berreiter       |
| 01/01/2022                                                                                             | Winterberg   |           | Julia Taubitz        | Natalie Geisenberger | Madeleine Egle       |
| 08/01/2022                                                                                             | Sigulda      |           | Madeleine Egle       | Madeleine Egle       | Tatjana Ivanova      |
| 08/01/2022                                                                                             | Sigulda      | Sprint    | Tatjana Ivanova      | Natalie Geisenberger | Madeleine Egle       |
| 15/01/2022                                                                                             | Oberhof      |           | Madeleine Egle       | Julia Taubitz        | Anna Berreiter       |
| 22/01/2022                                                                                             | Sankt Moritz |           | Natalie Geisenberger | Madeleine Egle       | Elīna Ieva Vītola    |
| 4 tot en met 19 februari 2022: Olympische Winterspelen 2022 in Peking (telt niet mee voor wereldbeker) |              |           |                      |                      |                      |

(*) De wereldbeker in Sankt Moritz is tevens het Europees kampioenschap.

### Eindstand
| #  | Naam                 | Land | Individueel | Sprint | Totaal |
| -- | -------------------- | ---- | ----------- | ------ | ------ |
| 1  | Julia Taubitz        | GER  | 739         | 240    | 979    |
| 2  | Madeleine Egle       | AUT  | 741         | 206    | 947    |
| 3  | Natalie Geisenberger | GER  | 577         | 195    | 772    |
| 4  | Anna Berreiter       | GER  | 562         | 161    | 723    |
| 5  | Elīza Tīruma         | LAT  | 435         | 134    | 569    |
| 6  | Viktoria Demtsjenko  | RUS  | 350         | 94     | 444    |
| 7  | Andrea Vötter        | ITA  | 322         | 100    | 422    |
| 8  | Hannah Prock         | AUT  | 294         | 120    | 414    |
| 9  | Lisa Schulte         | AUT  | 312         | 96     | 408    |
| 10 | Jekaterina Katnikova | RUS  | 288         | 81     | 369    |
| 11 | Summer Britcher      | USA  | 250         | 85     | 335    |
| 12 | Kendija Aparjode     | LAT  | 273         | 60     | 333    |
| 13 | Tatjana Ivanova      | RUS  | 223         | 100    | 323    |
| 14 | Nina Zöggeler        | ITA  | 238         | 60     | 298    |
| 15 | Ashley Farquharson   | USA  | 226         | 64     | 290    |
| 15 | Elīna Ieva Vītola    | LAT  | 260         | 30     | 290    |
| 17 | Verena Hofer         | ITA  | 247         | 32     | 279    |
| 18 | Dajana Eitberger     | GER  | 200         | 70     | 270    |
| 19 | Emily Sweeney        | USA  | 200         | 26     | 226    |
| 20 | Natalie Maag         | SUI  | 222         | –      | 222    |
| 21 | Diana Loginova       | RUS  | 179         | 32     | 211    |
| 22 | Sigita Berzina       | LAT  | 199         | –      | 199    |
| 23 | Marion Oberhofer     | ITA  | 142         | 54     | 196    |
| 24 | Trinity Ellis        | CAN  | 189         | –      | 189    |
| 25 | Raluca Strămăturaru  | ROU  | 137         | –      | 137    |
| 26 | Selina Egle          | AUT  | 79          | 50     | 129    |
| 27 | Olena Stezkiw        | UKR  | 126         | –      | 126    |
| 28 | Brittney Arndt       | USA  | 110         | –      | 110    |
| 29 | Makena Hodgson       | CAN  | 108         | –      | 108    |
| 30 | Olena Smaha          | UKR  | 98          | –      | 098    |

## Landenwedstrijd
De landenwedstrijden (officieel: Eberspächer Team Relay World Cup presented by BMW) vinden plaats in de vorm van een soort estafette, waarbij de volgende rodelslee van het team pas van start mag gaan als de voorgaande rodelslee is gefinisht, de startvolgorde kan per wedstrijd verschillen.

### Uitslagen
| Datum                                                                                                  | Plaats       | Eerste                                                                           | Tweede                                                                          | Derde                                                                                        |
| --- | ------------ | -------------------------------------------------------------------------------- | ------------------------------------------------------------------------------- | -------------------------------------------------------------------------------------------- |
| 21/11/2021                                                                                             | Yanqing      | Oostenrijk Madeleine Egle David Gleirscher Thomas Steu & Lorenz Koller           | Verenigde Staten Ashley Farquharson Tucker West Chris Mazdzer & Jayson Terdiman | Italië Verena Hofer Dominik Fischnaller Emanuel Rieder & Simon Kainzwaldner                  |
| 28/11/2021                                                                                             | Sotsji       | Rusland Viktoria Demtsjenko Semen Pavlitsjenko Andrej Bogdanov & Joeri Prochorov | Duitsland Anna Berreiter Johannes Ludwig Tobias Wendl & Tobias Arlt             | Letland Kendija Aparjode Kristers Aparjods Andris Šics & Juris Šics                          |
| 12/12/2021                                                                                             | Altenberg    | Duitsland Julia Taubitz Max Langenhan Toni Eggert & Sascha Benecken              | Italië Andrea Vötter Dominik Fischnaller Ludwig Rieder & Patrick Rastner        | Rusland Jekaterina Katnikova Aleksandr Gorbatsjevitsj Aleksandr Denisjev & Vladislav Antonov |
| 02/01/2022                                                                                             | Winterberg   | Letland Elīza Tīruma Kristers Aparjods Mārtiņš Bots & Roberts Plūme              | Oostenrijk Madeleine Egle Nico Gleirscher Thomas Steu & Lorenz Koller           | Verenigde Staten Summer Britcher Tucker West Chris Mazdzer & Jayson Terdiman                 |
| 16/01/2022                                                                                             | Oberhof      | Duitsland Julia Taubitz Johannes Ludwig Toni Eggert & Sascha Benecken            | Letland Elīna Ieva Vītola Kristers Aparjods Andris Šics & Juris Šics            | Oostenrijk Madeleine Egle Nico Gleirscher Thomas Steu & Lorenz Koller                        |
| 23/01/2022                                                                                             | Sankt Moritz | Letland Elīna Ieva Vītola Kristers Aparjods Mārtiņš Bots & Roberts Plūme         | Duitsland Natalie Geisenberger Johannes Ludwig Toni Eggert & Sascha Benecken    | Rusland Tatjana Ivanova Roman Repilov Andrej Bogdanov & Joeri Prochorov                      |
| 4 tot en met 19 februari 2022: Olympische Winterspelen 2022 in Peking (telt niet mee voor wereldbeker) |              |                                                                                  |                                                                                 |                                                                                              |

(*) De wereldbeker in Sankt Moritz is tevens het Europees kampioenschap.

### Eindstand
| #  | Land             | Punten |
| -- | ---------------- | ------ |
| 1  | Duitsland        | 476    |
| 2  | Letland          | 415    |
| 3  | Oostenrijk       | 360    |
| 4  | Rusland          | 345    |
| 5  | Italië           | 330    |
| 6  | Verenigde Staten | 257    |
| 7  | Canada           | 248    |
| 8  | Polen            | 216    |
| 9  | Slowakije        | 210    |
| 10 | Tsjechië         | 190    |
| 11 | Oekraïne         | 169    |
| 12 | Roemenië         | 144    |
| 13 | Zuid-Korea       | 122    |
| 14 | China            | 114    |